# Riku Riski
Riku Riski (Turku, 16 augustus 1989) is een profvoetballer uit Finland die speelt als middenvelder. Hij staat sinds 2018 onder contract bij de Finse club HJK Helsinki en speelde voorheen sinds 2016 voor de Noorse club Odds BK. Hij is de oudere broer van profvoetballer Roope Riski.

## Interlandcarrière
Riski, een voormalig jeudginternational, kwam tot dusver zestien keer uit voor de nationale ploeg van Finland. Hij maakte zijn debuut onder leiding van interim-bondscoach Markku Kanerva op 9 februari 2011 in de vriendschappelijke wedstrijd tegen België (1-1), net als Joona Toivio, Hannu Patronen, Ilja Venäläinen en Sebastian Mannström. Zijn eerste interlanddoelpunt maakte Riski op 22 januari 2012 in de vriendschappelijke uitwedstrijd tegen Trinidad en Tobago in Port of Spain. Finland won dat duel met 3-2. Op 7 september 2014 scoorde Riski 2 × in de gewonnen uitwedstrijd (1-3) tegen de Faeröer, voor het EK in 2016.

## Erelijst
TPS Turku
- Suomen Cup

2010